# Thomas Pelham, I conte di Chichester
Thomas Pelham, I conte di Chichester (28 febbraio 1728 – Stanmer, 8 gennaio 1805) è stato un politico inglese.

## Biografia
Era il figlio di Thomas Pelham e di sua moglie, Annetta Bridges. Era cugino di primo grado di Thomas Pelham-Holles, I duca di Newcastle-upon-Tyne e di Henry Pelham.

## Carriera politica
È stato eletto alla Camera dei Comuni per Rye (1749-1754) e Sussex (1754-1768). Servì come Commissioner of Trade and Plantations (1754-1761), come Lord dell'Ammiragliato (1761-1762) e come Comptroller of the Household (1765-1774) ed è stato ammesso al Consiglio della Corona nel 1765.
Nel 1768 successe al cugino, il duca di Newcastle, come barone di Stanmer. Nel 1801 fu creato conte di Chichester.

## Matrimonio
Sposò, il 15 giugno 1754, Anne Frankland (1735-5 marzo 1813), figlia di Frederick Frankland. Ebbero sei figli:
- Thomas Pelham, II conte di Chichester (28 aprile 1756-4 luglio 1826);
- Lord Henry Pelham (1759-1797), sposò Catherine Cobbe, ebbero due figlie;
- Lady Henrietta Anne Pelham (?-1797), sposò George Glanville, XIII conte di Rothes, ebbero una figlia;
- Lady Frances Pelham (?-1783), sposò George Brodrick, IV visconte di Midleton, non ebbero figli;
- reverendo George Pelham (13 ottobre 1766-1827), sposò Mary Rycroft, non ebbero figli;
- Lady Lucy Pelham (1779-18 gennaio 1797), sposò John Holroyd, I conte di Sheffield, non ebbero figli.

## Morte
Morì l'8 gennaio 1805 a Stanmer e fu sepolto a Laughton.